# سيسيل، كونتيسة طرابلس
سيسيل من فرنسا (1097 - بعد. 1145) هي أبنة الثانية لـ فيليب الأول ملك فرنسا وزوجته الثانية بيرتراد من مونتفورت.
تم ترتيب زواجها الأول من قبل بوهيموند الأول، أمير أنطاكية بينما كان يزور البلاط الفرنسي، لحصول على دعم ضد ألكسيوس الأول كومنينوس، بحيث أبحرت نحو أنطاكية في نهاية 1106، وأصبحت ليدى طرسوس والمصيصة، وفي مملكة أرمينيا قيليقية تزوجت من أولا في نهاية 1106 من تانكرد، وصي أنطاكية، والذي أصبح أمير أنطاكية في 1111، توفي تانكرد في السنة التالية، ثم تزوجت من بونس، كونت طرابلس، وفي 1133 حُوصر زوجها بونس في قلعة مونتفيراند من قبل عماد الدين زنكي أتابك الموصل، بحيث ناشدت سيسيل أخوها الغير الشقيق فولك ملك بيت المقدس ليأتي بمساعدة، مما أدى إلى تخلى عماد الدين عن الحصار، ولكن مع الحصار الثاني في 1137 أُسر بونس وقتل، وخلفه أبنهما ريموند الثالث، وتوفيت سيسيل في عام 1145.